# Campeonato Sanmarinense 1991-92
El Campeonato sanmarinense 1991-92 fue la séptima edición del  Campeonato sanmarinense de fútbol.  Montevito  conquistó su primer título al vencer por 4-2 al Libertas en la final

## Equipos participantes
| Club             | Ciudad         |
| ---------------- | -------------- |
| Cailungo         | Borgo Maggiore |
| Cosmos           | Serravalle     |
| Domagnano        | Domagnano      |
| Faetano          | Faetano        |
| Folgore/Falciano | Serravalle     |
| Juvenes          | Serravalle     |
| Libertas         | Borgo Maggiore |
| Montevito        | Fiorentino     |
| Murata           | San Marino     |
| Tre Fiori        | Fiorentino     |

#### Ascensos y descensos
| Pos. | Descendidos de Campeonato 1990-91 |
| ---- | --------------------------------- |
| 9.º  | La Fiorita                        |
| 10.º | Virtus                            |

| Pos. | Ascendidos de Serie A2 1990-91 |
| ---- | ------------------------------ |
| 1.º  | Juvenes                        |
| 2.º  | Folgore/Falciano               |

## Tabla de posiciones
- Fuente: RSSSF

|  |     | Equipo           | PTS | PJ | PG | PE | PP | GF | GC | DG  |
|  | --- | ---------------- | --- | -- | -- | -- | -- | -- | -- | --- |
|  | 1.  | Montevito        | 25  | 18 | 10 | 5  | 3  | 28 | 22 | 6   |
|  | 2.  | Tre Fiori        | 23  | 18 | 8  | 7  | 3  | 27 | 14 | 13  |
|  | 3.  | Libertas         | 20  | 18 | 8  | 4  | 6  | 23 | 20 | 3   |
|  | 4.  | Cailungo         | 20  | 18 | 7  | 6  | 5  | 26 | 25 | 1   |
|  | 5.  | Murata           | 19  | 18 | 7  | 5  | 6  | 21 | 22 | -1  |
|  | 6.  | Domagnano        | 18  | 18 | 6  | 6  | 6  | 29 | 23 | 6   |
|  | 7.  | Juvenes          | 16  | 18 | 5  | 6  | 7  | 28 | 23 | 5   |
|  | 8.  | Faetano          | 15  | 18 | 5  | 5  | 8  | 22 | 25 | -3  |
|  | 9.  | Cosmos           | 15  | 18 | 6  | 3  | 9  | 21 | 30 | -9  |
|  | 10. | Folgore/Falciano | 9   | 18 | 1  | 7  | 10 | 12 | 33 | -21 |

|  | Clasificación a Play-Offs     |
|  | Descienden a Serie A2 1992-93 |

## Play-offs

#### Primera ronda
|}

#### Segunda ronda
| Equipo 1  | Resultado    | Equipo 2  |
| --------- | ------------ | --------- |
| Cailungo  | 2–2 (4:2 p.) | Tre Penne |
| Tre Fiori | 2–2 (2:4 p.) | Libertas  |

|}

#### Tercera ronda
| Equipo 1  | Resultado | Equipo 2  |
| --------- | --------- | --------- |
| Tre Penne | 1–0       | Tre Fiori |
| Cailungo  | 2–3       | Libertas  |

|}

#### Semifinal
| Equipo 1  | Resultado    | Equipo 2  |
| --------- | ------------ | --------- |
| Cailungo  | 0–0 (4:5 p.) | Tre Penne |
| Montevito | 0–3          | Libertas  |

|}

#### Final
| Equipo 1  | Resultado | Equipo 2  |
| --------- | --------- | --------- |
| Montevito | 4–1       | Tre Penne |

|}

| Equipo 1  | Resultado | Equipo 2 |
| --------- | --------- | -------- |
| Montevito | 4–2       | Libertas |

| Campeón             |
|                     |
| Montevito 1° título |